# História da Igreja Adventista do Sétimo Dia

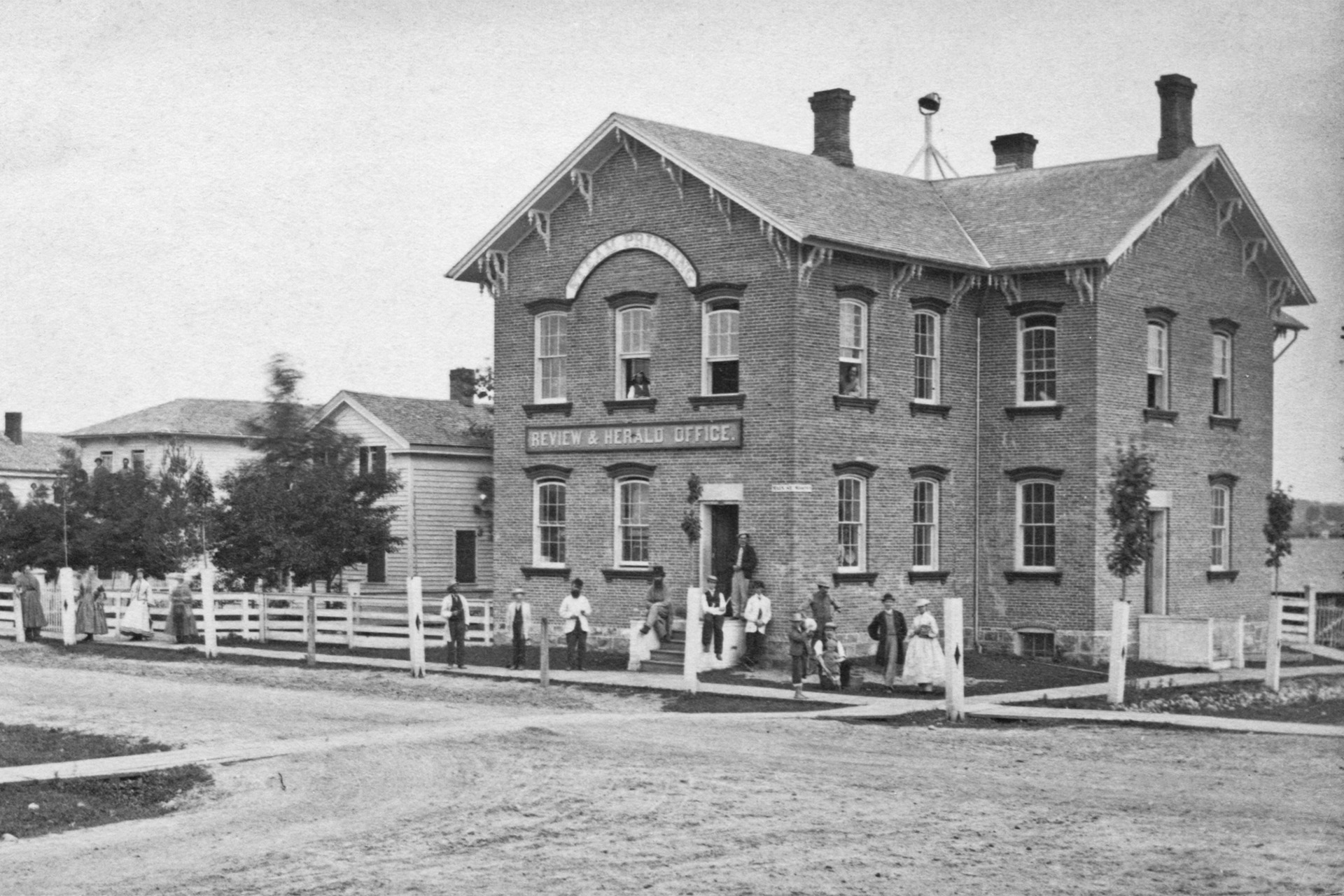
Sede da Review and Herald em 1868.

A história da Igreja Adventista do Sétimo Dia tem seu início apontado no século XIX na sequência do Segundo Grande Despertar, impulsionado pelo Movimento Millerita. Alguns indicam sua origem remonta há muito tempo com a história da Igreja de Deus através dos séculos, baseando-se no conceito de que as mesmas crenças dos fiéis através da história, serem seus fundamentos. Também referem-se a si mesmos como uma continuidade da igreja do Antigo Testamento, do Novo Testamento, da Cristã e por fim da igreja Protestante. Se auto-intitulam a "igreja remanescente da profecia bíblica" por terem surgido, segundo eles, no cumprimento de eventos proféticos previstos pelo profeta Daniel e pelo apóstolo João no livro do Apocalipse.

## Origens
Guilherme Miller (1782-1849), um agricultor, converteu-se à Igreja Batista e começou a estudar intensamente a Bíblia. Utilizando uma Bíblia e um material de estudo de textos bíblicos conhecido como Concordância de Cruden, conclui que o Santuário descrito na profecia de Daniel 8:14 referia-se à Terra e a purificação do mesmo ao retorno de Jesus. Fazendo uso de um método de interpretação de profecias bíblicas conhecido como princípio dia-ano (Números 14:34; Ezequiel 4:6), concluiu que as "2300 tardes e manhãs" referidas, iniciavam-se em 457 a.C e se cumpriam entre março de 1843 e março de 1844. Como o fato não ocorreu (a volta de Jesus), o retorno aos estudos sobre o assunto gerou uma compreensão mais acurada. Samuel S. Snow, ministro protestante milerita, concluiu que a purificação do santuário descrita na profecia ocorreria de acordo com o calendário judaico dos caraítas em 22 de outubro de 1844.
Miller começou a pregar a volta iminente de Cristo e ajuntou um bom número de adeptos, mas na data nada ocorreu, gerando O Grande Desapontamento. Enquanto a maioria dos Milleritas acabaram por desanimar, vários grupos continuaram estudando a bíblia e constataram que a profecia não tratava da volta de Cristo e sim de eventos celestiais relatados no livro de Hebreus. Um desses grupos foi liderado pelo capitão aposentado Joseph Bates e pelo casal James White e Ellen G. Harmon (depois White).
Vale lembrar que Miller não originou a Igreja Adventista do Sétimo Dia, pois ele continuou a guardar o domingo.
Em 1845, Joseph Bates foi convencido sobre a guarda do sábado como o sétimo dia sagrado, através do contato com os Batistas do Sétimo Dia por intermédio de Rachel Oakes Preston da Igreja Batista do Sétimo Dia de Verona, Nova York. Bates organizou conferências sabatistas em New Hampshire a partir de 1846.
Em 1844, Ellen G. White teve sua primeira visão. Durante seu ministério (1844-1915) ela escreveu cerca de 100.000 páginas e teve 2.000 sonhos e visões.

Embora o nome "Adventista do Sétimo Dia" tenha sido escolhido em 1860, a denominação oficialmente foi organizada em 21 de maio de 1863, quando o movimento já se compunha de cerca de 125 igrejas e 3.500 membros.

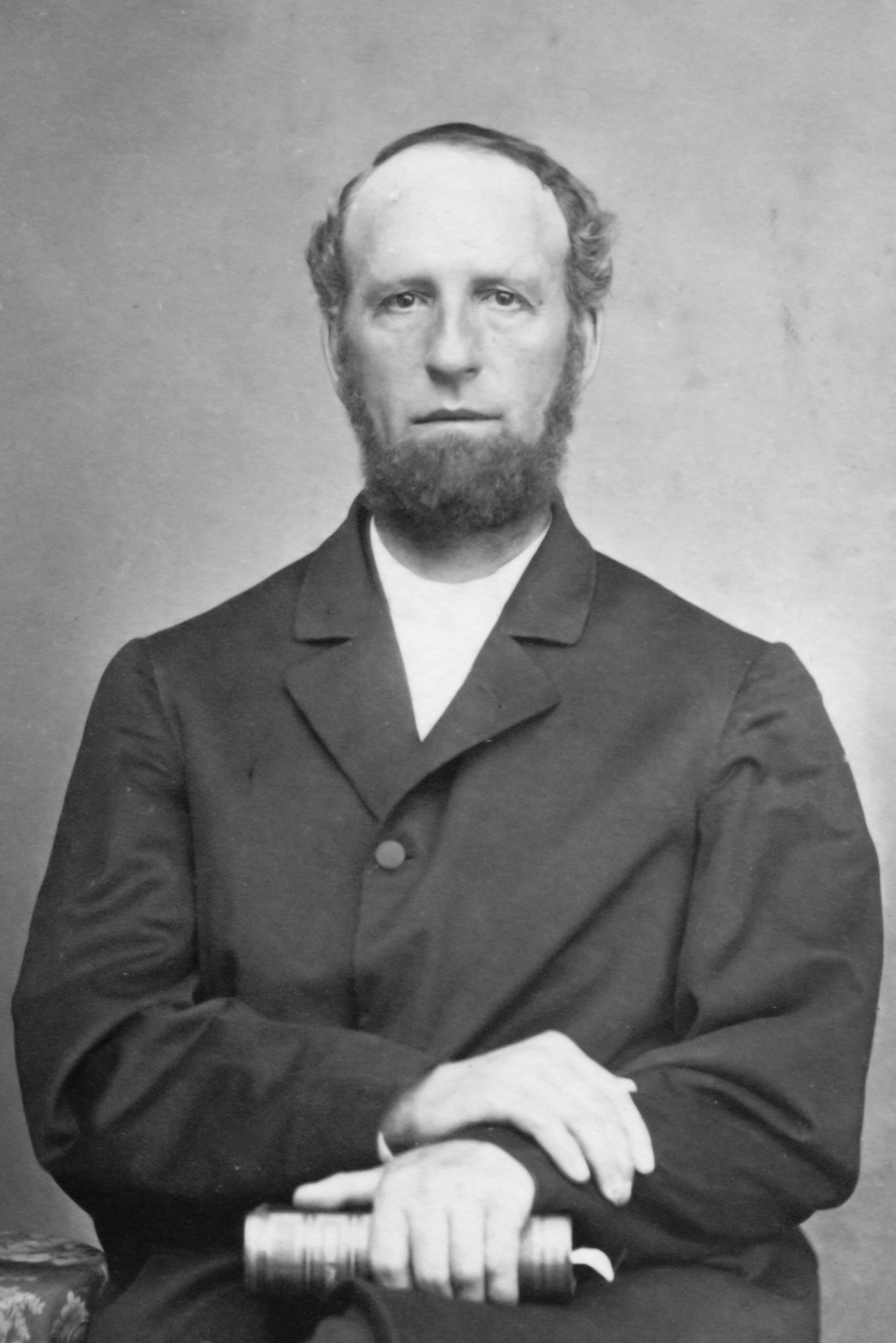
James White (1821-1881)
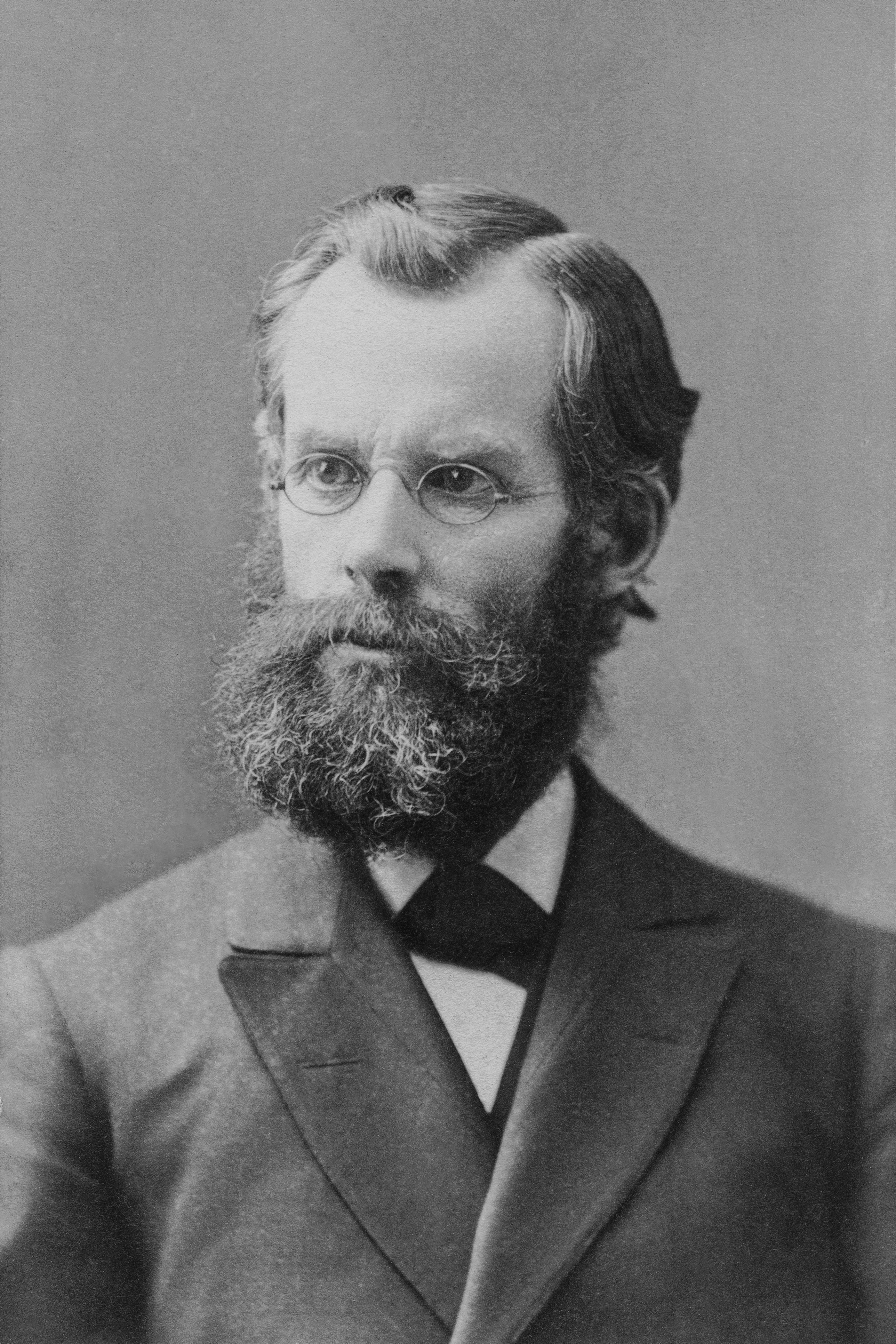
J. N. Andrews (1829-1883)
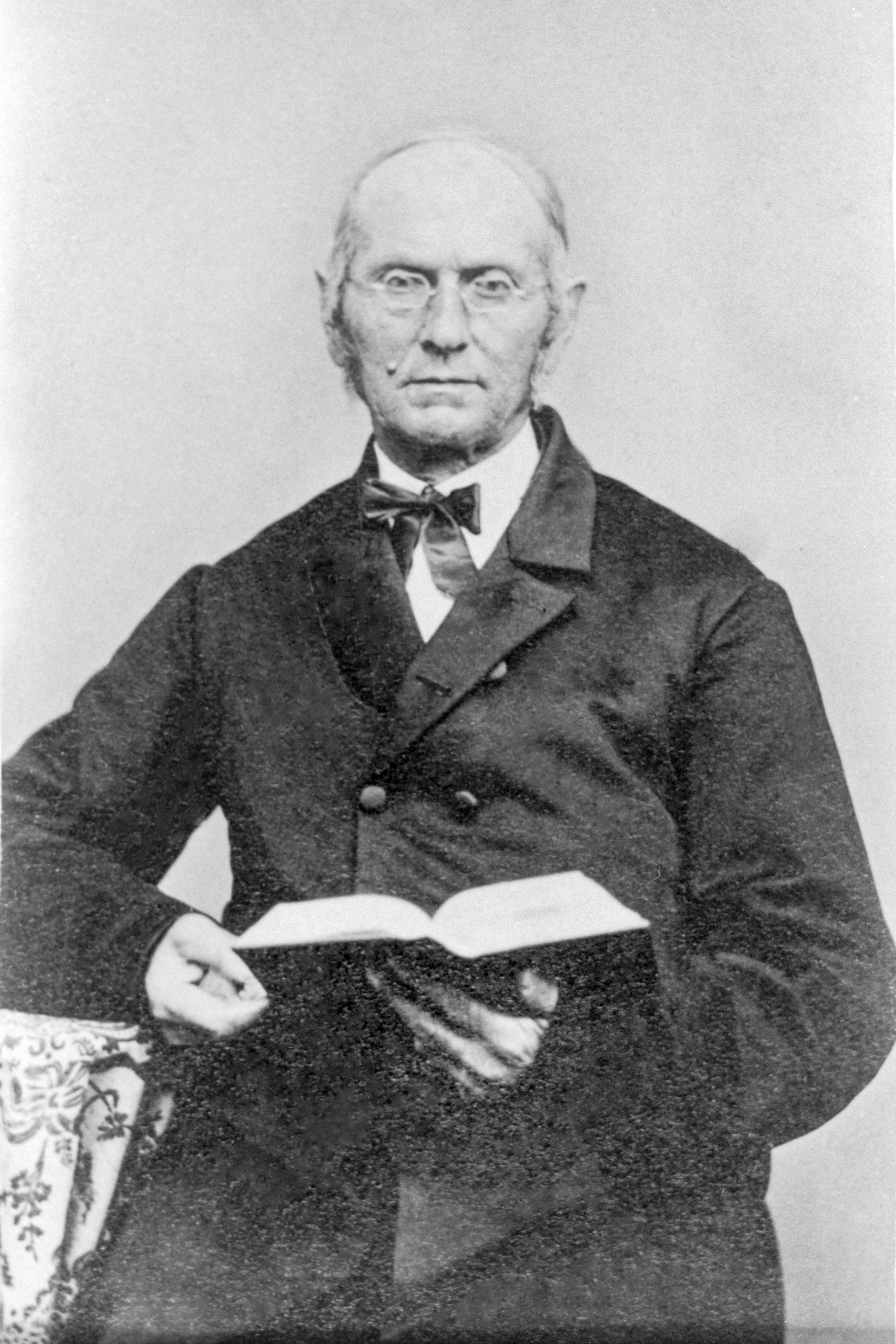
Joseph Bates (1792 - 1872)
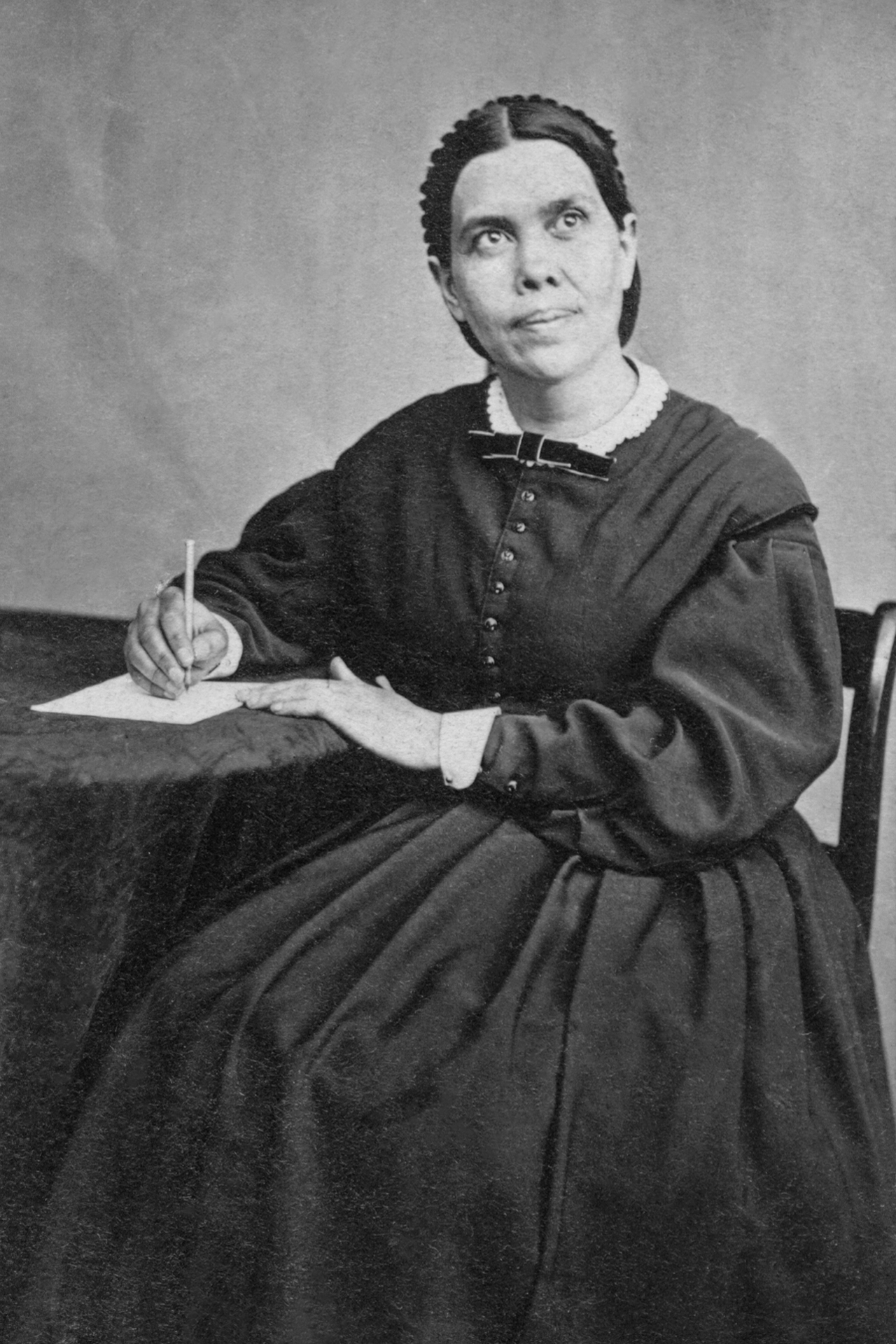
Ellen G. White (1827 - 1915)

## Fundações, 1798–1820s
O Segundo Grande Despertar, um movimento de avivamento nos Estados Unidos, ocorreu no início do século XIX. O Segundo Grande Despertar foi estimulado pela fundação de várias Sociedades Bíblicas que buscaram resolver o problema da falta de Bíblias acessíveis. A disseminação de Bíblias permitiu que muitos que não tinham uma pudessem comprá-la e estudá-la por conta própria, em vez de apenas ouvi-la ser pregada, e levou ao estabelecimento de muitos movimentos de reforma destinados a remediar os males da sociedade antes da esperada segunda vinda de Cristo.
Muitos movimentos religiosos minoritários se formaram a partir das igrejas Congregacional, Presbiteriana, Batista e Metodista. Alguns desses movimentos sustentavam crenças que mais tarde seriam adotadas pelos Adventistas do Sétimo Dia.
Um interesse em profecia foi despertado entre alguns grupos protestantes após a prisão do Papa Pio VI em 1798 pelo General francês Louis Alexandre Berthier. Precursores do movimento adventista acreditavam que este evento marcou o fim da profecia dos 1260 dias do Livro de Daniel. Certos indivíduos começaram a olhar para a profecia dos 2300 dias encontrada em Daniel 8:14. O interesse pela profecia também encontrou seu caminho na igreja católica romana quando um padre jesuíta exilado chamado Manuel de Lacunza publicou um manuscrito pedindo um renovado interesse na Segunda Vinda de Cristo. Sua publicação causou comoção, mas foi posteriormente condenada pelo Papa Leão XII em 1824.
Como resultado da busca pela liberdade religiosa, muitos avivalistas pisaram nos Estados Unidos, visando evitar perseguições.

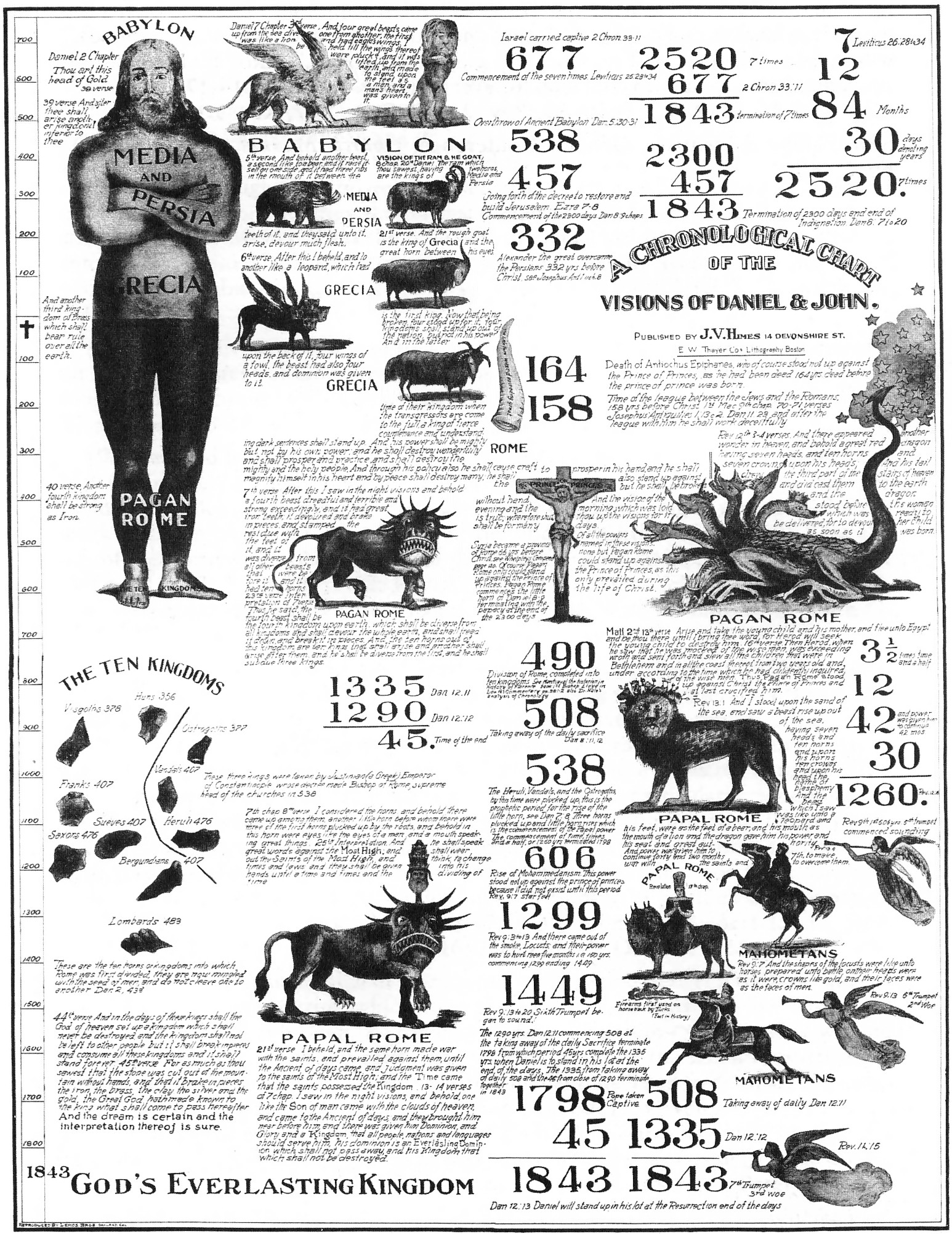
Gráfico profético de 1843 ilustrando várias interpretações de profecias indicando o ano de 1843

## Raízes Milleritas, 1831–44
A Igreja Adventista do Sétimo Dia surgiu do movimento conhecido hoje como os Milleritas. Em 1831, um convertido batista, William Miller, foi convidado por um batista para pregar em sua igreja e começou a pregar que a Segunda Vinda de Jesus ocorreria em algum momento entre março de 1843 e março de 1844, com base em sua interpretação de Daniel 8:14. Uma seguidores se reuniu ao redor de Miller, incluindo muitos das igrejas batista, metodista, presbiteriana e da Conexão Cristã. No verão de 1844, alguns dos seguidores de Miller promoveram a data de 22 de outubro. Eles relacionaram a purificação do santuário de Daniel 8:14 com o Dia do Perdão Judaico, acreditando ser 22 de outubro daquele ano. Em 1844, mais de 100.000 pessoas estavam antecipando o que Miller chamara de "Bendita Esperança". Em 22 de outubro, muitos dos crentes estavam acordados até tarde da noite, assistindo e esperando a volta de Cristo, e se encontraram amargamente desapontados quando tanto o pôr do sol quanto a meia-noite passaram sem que suas expectativas fossem cumpridas. Este evento mais tarde ficou conhecido como o Grande Desapontamento.

## Anos Pré-Denominacionais, 1844–60

### Edson e o Santuário Celestial
Após o desapontamento de 22 de outubro, muitos dos seguidores de Miller ficaram chateados e desiludidos. A maioria deixou de acreditar no retorno iminente de Jesus. Alguns acreditavam que a data estava incorreta. Poucos acreditavam que a data estava correta, mas o evento esperado estava errado. Este último grupo se desenvolveu na Igreja Adventista do Sétimo Dia. Um dos adventistas, Hiram Edson (1806–1882), escreveu: "Nossas esperanças e expectativas mais queridas foram frustradas, e um espírito de choro nos invadiu como nunca antes experimentei. Parecia que a perda de todos os amigos terrenos não poderia ser comparada. Nós choramos, e choramos, até o amanhecer do dia." No dia 23 de outubro, Edson, que morava em Port Gibson, Nova York, estava passando por seu campo de grãos com um amigo. Mais tarde, ele contou sua experiência:
 Começamos, e enquanto passávamos por um grande campo, fui parado pela metade do campo. O céu pareceu se abrir diante dos meus olhos, e vi distintamente e claramente que em vez de nosso Sumo Sacerdote sair do Santíssimo do santuário celestial para vir a esta terra no décimo dia do sétimo mês, no final dos 2300 dias [calculado para ser 22 de outubro de 1844], Ele entrou pela primeira vez naquele dia no segundo apartamento desse santuário; e que Ele tinha um trabalho a realizar no Santíssimo antes de vir para a terra.
Edson compartilhou sua experiência com muitos dos adventistas locais, que foram grandemente encorajados por seu relato. Como resultado, ele começou a estudar a Bíblia com dois dos outros crentes da área, O.R.L. Crosier e Franklin B. Hahn, que publicaram suas descobertas em um jornal chamado Day-Dawn. Este jornal explorou a parábola bíblica das Dez Virgens e tentou explicar por que o noivo havia tardado. O artigo também explorou o conceito do dia da expiação e o que os autores chamaram de "nossa cronologia de eventos".
As descobertas publicadas por Crosier, Hahn e Edson levaram a uma nova compreensão sobre o santuário no céu. Seu artigo explicava como havia um santuário no céu, que Cristo, o Sumo Sacerdote, estava para purificar. Os crentes entenderam que essa purificação era o que os 2300 dias em Daniel se referiam.
George Knight escreveu: "Embora originalmente o menor dos grupos pós-milleritas, passou a se ver como o verdadeiro sucessor do movimento Millerita uma vez poderoso." Esta visão foi endossada por Ellen White. No entanto, Seeking a Sanctuary o vê mais como um desdobramento do movimento Millerita.
Os Adventistas "do Sábado e da Porta Fechada" eram díspares, mas lentamente emergiram. Apenas Joseph Bates havia tido alguma proeminência no movimento Millerita.
Os adventistas são herdeiros de crentes marginalizados anteriores; Valdenses, Reformadores Protestantes, incluindo os Anabatistas, Puritanos ingleses e escoceses, evangélicos do século XVIII, incluindo Metodistas, Batistas do Sétimo Dia e outros que rejeitaram as tradições da igreja estabelecida.

## Organização formal e crescimento posterior, 1860–80

### Escolhendo um nome e uma constituição
Em 1860, o movimento nascente finalmente decidiu pelo nome Adventista do Sétimo Dia, representativo das crenças distintivas da igreja. Três anos depois, em 21 de maio de 1863, a Conferência Geral dos Adventistas do Sétimo Dia foi formada e o movimento tornou-se uma organização oficial.

### Reuniões anuais regionais de acampamento
A primeira reunião anual regional de acampamento ocorreu em setembro de 1868. Desde então, a reunião anual regional de acampamento tornou-se um padrão entre os Adventistas do Sétimo Dia e ainda é praticada hoje.

### Influência de Ellen G. White
Ellen G. White (1827–1915), embora não ocupasse nenhum cargo oficial, era uma personalidade dominante. Ela, junto com seu marido, James White, e Joseph Bates, direcionou a denominação para uma concentração em trabalho missionário e médico. O trabalho missionário e médico continua a desempenhar um papel central no século XXI.
Sob a orientação de White, a denominação nos anos 1870 voltou-se para o trabalho missionário e avivamentos, triplicando seu número de membros para 16.000 em 1880; o rápido crescimento continuou, com 75.000 membros em 1901. Nessa época, operava duas faculdades, uma escola de medicina, uma dúzia de academias, 27 hospitais e 13 editoras.
Em 1945, a igreja relatou 226.000 membros nos Estados Unidos e Canadá, e 380.000 em outros lugares; o orçamento era de 29 milhões de dólares e a matrícula nas escolas da igreja era de 40.000. Em 1960, havia 1.245.125 membros em todo o mundo com um orçamento anual de mais de 99.900.000 dólares. A matrícula nas escolas da igreja, do ensino fundamental ao superior, era de 290.000 alunos. No ano 2000, havia 11.687.229 membros em todo o mundo, o orçamento global era de 28.610.881.313 dólares e a matrícula nas escolas era de 1.065.092 alunos. Em 2008, a membresia global era de 15.921.408 com um orçamento de 45.789.067.340 dólares. O número de alunos em universidades, escolas secundárias e primárias administradas pelos Adventistas do Sétimo Dia era de 1.538.607.

### Visões políticas
Os Adventistas do Sétimo Dia participaram do Movimento de Temperança do final dos anos 1800 e início dos anos 1900. Durante esse mesmo período, eles se envolveram ativamente na promoção da liberdade religiosa. Eles acompanharam de perto a política americana, relacionando os eventos atuais às previsões da Bíblia.
"Sétimo Dia" significa que a observância do sábado original, sábado, ainda é uma obrigação sagrada. Os adventistas argumentavam que, assim como o restante dos Dez Mandamentos não havia sido revisado, a injunção de "lembrar do dia de sábado para santificá-lo" permanecia em pleno vigor. Este ponto teológico transformou o jovem grupo em uma força poderosa pela liberdade religiosa. Crescendo em estatura no final do século XIX e início do século XX, esses adventistas se opuseram às leis de domingo de todos os lados. Muitos foram presos por trabalharem no domingo. Ao lutar contra a ameaça real de um Dia Nacional de Adoração legalmente estabelecido, esses sabatistas tiveram que lutar por sua liberdade diariamente. Logo, eles estavam lutando pela liberdade religiosa de forma mais ampla e menos paroquial.

### Missão mundial
O esforço adventista para uma proclamação mundial de sua mensagem começou com o envio de publicações. Em 1874, J. N. Andrews tornou-se o primeiro missionário adventista oficial a viajar para o exterior. Trabalhando na Suíça, ele buscou organizar as empresas que guardavam o sábado sob um mesmo guarda-chuva. Durante a década de 1890, os adventistas começaram a promover entusiasticamente um esforço missionário mundial.